# ستان ووكر
ستان ووكر (بالإنجليزية: Stan Walker)‏ هو كاتب أغاني ومغني وممثل أسترالي، ولد في 23 أكتوبر 1990 في أستراليا.

## أعمال

### أفلام
- (2016) مطاردة المتوحشين

## وصلات خارجية
- ستان ووكر على موقع IMDb (الإنجليزية)
- ستان ووكر على موقع ميوزك برينز (الإنجليزية)
- ستان ووكر على موقع أول ميوزيك (الإنجليزية)
- ستان ووكر على موقع ديسكوغز (الإنجليزية)
- ستان ووكر على موقع قاعدة بيانات الفيلم (الإنجليزية)